# De Vennip
De Vennip war eine selbständige Gemeinde auf dem Gebiet der heutigen Gemeinden Hillegom und Haarlemmermeer.
De Vennip gehörte seit dem 1. Januar 1812 zur Gemeinde Hillegom. Am 1. April 1817 wurde das Gebiet in der Provinz Südholland zu einer selbständigen Gemeinde, die am 15. August 1855 wieder der Gemeinde Hillegom hinzugefügt wurde. Heute gehört dieses Gebiet teilweise zur Gemeinde Hillegom und teilweise zur Gemeinde Haarlemmermeer, die zur Provinz Nordholland gehört.
Zum Gemeindegebiet gehörten die Insel Beinsdorp und ein kleines Gebiet östlich von Hillegom.

## Besonderheit
De Vennip war eine Gemeinde, die zeitweise keine Einwohner hatte. Im Jahr 1849 wurden 13 Einwohner gezählt. Es gab mit Tempel noch eine weitere einwohnerlose Gemeinde, diese jedoch während ihres gesamten Bestehens.
Vom niederländischen Centraal Bureau voor de Statistiek erhielt die aufgelöste Gemeinde die CBS-Nr. 1385.